# Olof Edsinger
Erik Olof Edsinger, född 22 maj 1976, är generalsekreterare för Svenska Evangeliska Alliansen. Edsinger är son till Lars Olov Eriksson. Hans texter läggs löpande ut på bloggen olofedsinger.se.